# Silic
Silic là  là một nguyên tố hóa học có ký hiệu Si và số nguyên tử 14. Đây là một chất rắn kết tinh cứng, giòn có ánh kim màu xanh xám và là một chất á kim (đôi khi được coi là phi kim) và bán dẫn có hóa trị là 4. Silic là nguyên tố thuộc nhóm 14 trong bảng tuần hoàn, trong đó cacbon nằm ở phía trên và germani, thiếc, chì, và flerovi nằm ở phía dưới. Silic tương đối trơ và là một nguyên tố cần thiết cho một số quá trình sinh lý và trao đổi chất ở thực vật. Silic được coi rộng rãi là vật liệu bán dẫn chiếm ưu thế do ứng dụng đa dạng trong nhiều thiết bị điện như bóng bán dẫn, pin mặt trời, mạch tích hợp và nhiều thiết bị khác. Tính chất này có thể xuất phát từ năng lượng vùng cấm lớn, phạm vi truyền quang học mở rộng, phổ hấp thụ rộng, bề mặt nhám và lớp phủ chống phản xạ hiệu quả.
Vì tính ái lực cao với oxy nên phải đến năm 1823, Jöns Jacob Berzelius mới là người đầu tiên chế biến và mô tả nó ở dạng tinh khiết. Các oxide của silic tạo thành một họ anion được gọi là silicat. Nhiệt độ nóng chảy và nhiệt độ sôi của silic lần lượt là 1414 °C và 3265 °C, cao thứ hai trong số tất cả các á kim và phi kim, và chỉ đứng sau bor.
Tính theo khối lượng, silic là nguyên tố phổ biến thứ 8 trên vũ trụ; nhưng trên vỏ Trái Đất, silic rất hiếm khi xuất hiện dưới dạng tinh khiết. Silic được phân bố khắp vũ trụ trong bụi dưới dạng bụi vũ trụ, hành tinh vi hình và hành tinh dưới nhiều dạng silic dioxide (silica) hoặc silicat khác nhau. Hơn 90% lớp vỏ Trái Đất được cấu tạo từ khoáng vật silicat nên silic là nguyên tố phổ biến thứ hai trong lớp vỏ Trái Đất (khoảng 28% theo khối lượng) chỉ sau oxy.
Phần lớn silicon có thể được dùng trong thương mại mà không cần tách riêng, và thường chỉ qua rất ít quy trình xử lý các khoáng chất tự nhiên. Các ứng dụng như vậy bao gồm xây dựng công nghiệp bằng đất sét, cát silic và đá. Silicat được sử dụng trong xi măng Portland để làm vữa và vữa trát, và trộn với cát silica và sỏi để làm bê tông cho vỉa hè, nền móng và đường. Chúng cũng được sử dụng trong đồ gốm trắng như sứ, và trong thủy tinh vôi soda truyền thống làm từ silicat và nhiều loại thủy tinh đặc biệt khác. Các hợp chất silic như silic carbide được sử dụng làm chất mài mòn và là thành phần của gốm sứ có độ bền cao. Silic là cơ sở của các loại polyme tổng hợp được sử dụng rộng rãi tên silicon.
Giai đoạn cuối thế kỷ 20 đến đầu thế kỷ 21 được mô tả là Thời đại Silicon (hay còn gọi là Thời đại số hoặc Thời đại Thông tin) vì tác động lớn của nguyên tố silic đối với nền kinh tế của thế giới hiện đại. Một phần nhỏ silic nguyên tố có độ tinh khiết cao được dùng trong linh kiện bán dẫn (<15%) rất quan trọng cho bóng bán dẫn và chip mạch tích hợp được sử dụng trong hầu hết các công nghệ hiện đại như điện thoại thông minh và máy tính. Vào năm 2019, 32,4% phân khúc thị trường bán dẫn dành cho mạng lưới và thiết bị truyền thông, và ngành công nghiệp bán dẫn dự kiến sẽ đạt 726,73 tỷ USD vào năm 2027.
Silic là một nguyên tố thiết yếu trong sinh học. Hầu hết các loài động vật chỉ cần một lượng nhỏ, nhưng một số loài bọt biển và vi sinh vật như tảo cát và radiolaria thì tiết ra các cấu trúc xương làm bằng silica. Silica được lắng đọng trong nhiều mô thực vật.

## Lịch sử
Silic (tên Latinh: silex, silicis có nghĩa là đá lửa) lần đầu tiên được nhận ra bởi Antoine Lavoisier năm 1787, và sau đó đã bị Humphry Davy vào năm 1800 cho là hợp chất. Năm 1811 Gay Lussac và Thénard có lẽ đã điều chế ra silic vô định hình không nguyên chất khi nung nóng kali với tetraflorua silic SiF4. Năm 1824 Berzelius điều chế silic vô định hình sử dụng phương pháp giống như của Lussac. Berzelius cũng đã làm tinh khiết sản phẩm bằng cách rửa nó nhiều lần.
Vì silic là nguyên tố quan trọng trong các thiết bị bán dẫn và công nghệ cao, nên khu vực công nghệ cao ở California được đặt tên là Silicon Valley (Thung lũng Silicon), tức đặt tên theo nguyên tố này.

## Thuộc tính
Trong dạng tinh thể, silic có màu xám sẫm ánh kim. Mặc dù là một nguyên tố tương đối trơ, silic vẫn có phản ứng với các halogen và các chất kiềm loãng, nhưng phần lớn acid (trừ tổ hợp acid nitric và acid flohiđric) không tác dụng với nó. Silic nguyên tố truyền khoảng hơn 95% các bước sóng hồng ngoại. Tinh thể silic nguyên chất hiếm tìm thấy trong tự nhiên, thông thường nó nằm trong dạng silic dioxide (SiO2). Các tinh thể silic nguyên chất tìm thấy trong tạp chất của vàng hay dung nham núi lửa. Nó có hệ số kháng nhiệt âm.
Silic hoạt động hóa học kém hơn cacbon là nguyên tố tương tự nó về mặt hóa học. Nó có trong đất sét, fenspat, granit, thạch anh và cát, chủ yếu trong dạng dioxide silic (hay silica) và các silicat (Các hợp chất chứa silic, oxy và kim loại trong dạng R-SiO3).

## Đặc tính

### Vật lý và nguyên tử

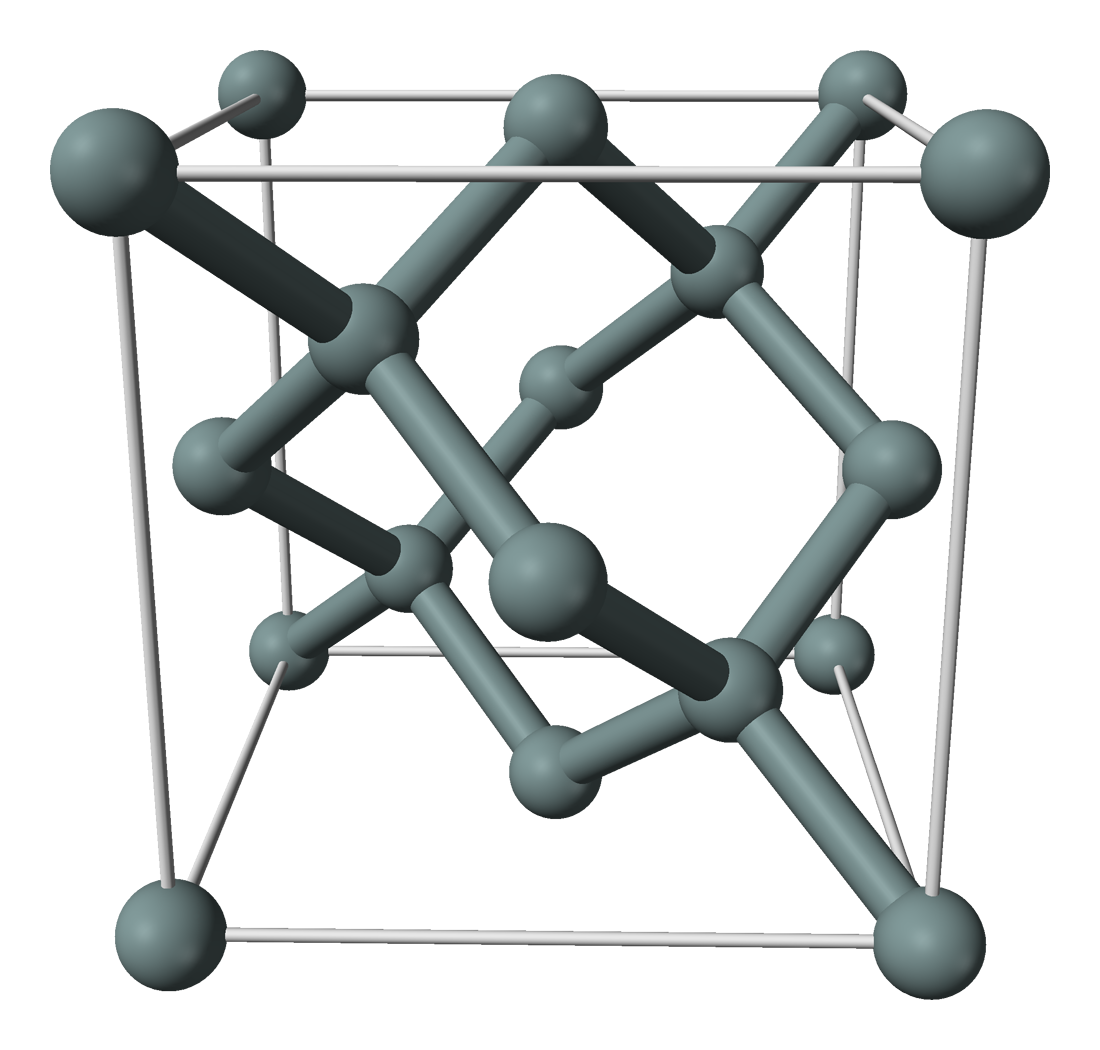
Silicon kết tinh thành dạng tinh thể lập phương có kiến trúc giống kim cương bằng cách tạo orbital lai hóa sp^{3}.

Một nguyên tử silic có 14 electron. Ở trạng thái cơ bản, các electron được sắp xếp theo cấu hình [Ne]3s23p2. Trong số này có 4 electron hóa trị chiếm orbital 3s và hai trong số năm orbital 3p. Tương tự các nguyên tố khác trong nhóm như carbon và các nguyên tố nặng hơn là germani, thiếc và chì, số electron hóa trị và orbital hóa trị của silic bằng nhau; vì vậy mà silic có thể lấp đầy octet và đạt trạng thái khí hiếm ổn định của argon bằng cách tạo orbital lai hóa sp3, hình thành các dẫn xuất SiX
4 hình tứ diện trong đó silic ở trung tâm chia sẻ một cặp electron với mỗi một nguyên tử liên kết với nó. Bốn năng lượng ion hóa đầu tiên của silic lần lượt là 786,3; 1576,5; 3228,3; và 4354,4 kJ/mol; các giá trị này đủ lớn để loại trừ khả năng tạo cation của nguyên tố. Theo xu hướng tuần hoàn, bán kính cộng hóa trị liên kết đơn của silic là 117,6 pm; giá trị này nằm giữa bán kính của carbon (77,2 pm) và germani (122,3 pm). Bán kính của silic với sáu phối tử có thể được coi là 40 pm, mặc dù đây chỉ là một con số hoàn toàn mang tính khái niệm do thiếu Si4+ đơn giản trong thực tế.

#### Điện tử
Ở nhiệt độ và áp suất tiêu chuẩn, silic là một chất bán dẫn sáng bóng với ánh kim loại màu xám xanh lam; dựa trên đặc trưng của một chất bán dẫn, điện trở suất của silic sẽ giảm khi nhiệt độ tăng. Điều này phát sinh vì silic có một khoảng cách năng lượng nhỏ (năng lượng vùng cấm) giữa các mức năng lượng chiếm giữ cao nhất (vùng hóa trị) và các mức năng lượng chưa chiếm giữ thấp nhất (vùng dẫn). Mức Fermi nằm ở giữa vùng hóa trị và vùng dẫn và là mức năng lượng mà khả năng được lấp đầy bởi một election hay không là bằng nhau. Vì lý do này mà silic gần như là chất cách điện ở nhiệt độ phòng. Tuy nhiên, việc pha tạp các nguyên tố nhóm nitơ như phosphor, arsenic, hay antimon vào silic sẽ đưa thêm một electron vào mỗi chất pha tạp và sau đó chúng có thể được kích thích vào dải dẫn bằng nhiệt hoặc quang phân, cho ra chất bán dẫn loại n. Tương tự như vậy, nếu pha tạp các nguyên tố nhóm 13 như bor, nhôm, hay gali sẽ khiến các electron được kích thích từ vùng hóa trị đã lấp đầy bị giữ lại, cho ra chất bán dẫn loại p. Kết nối silic kiểu n với silic kiểu p tạo ra mặt tiếp giáp p-n với mức Fermi giống nhau; electron di chuyển từ n đến p, còn lỗ khuyết dương di chuyển từ p đến n, sự dẫn đến sự sụt giảm điện áp. Mặt tiếp giáp p–n này từ đó trở thành một diode mà có thể chỉnh lưu dòng điện xoay chiều cho phép dòng điện dễ dàng đi qua một hướng. Một transistor là một n–p–n junction, với một lớp silic loại p mỏng kẹp giữa hai chất bán dẫn loại p. Việc phân cực cực phát qua một điện áp thuận nhỏ và cực thu qua một điện áp ngược lớn cho phép bóng bán dẫn hoạt động như một bộ khuếch đại triode.

#### Cấu trúc tinh thể
Silic kết tinh trong một cấu trúc cộng hóa trị khổng lồ ở điều kiện chuẩn, cụ thể là trong mạng tinh thể kim cương lập phương. Do đó mà silic có nhiệt độ nóng chảy cao (1414 °C) vì cần rất nhiều năng lượng để phá vỡ các liên kết cộng hóa trị mạnh và làm chảy chất rắn. Khi nóng chảy, silic co lại khi mạng lưới liên kết tứ diện tầm xa bị phá vỡ và các khoảng trống trong mạng lưới đó được lấp đầy, tương tự như nước đá khi liên kết hydro bị phá vỡ khi làm nóng. Silic không có bất kỳ dạng thù hình ổn định nhiệt động nào ở áp suất chuẩn, nhưng một số cấu trúc tinh thể khác ở áp suất cao hơn đã được biết đến. Xu hướng chung là khi áp suất tăng thì số phối trí sẽ tăng theo, đạt đến đỉnh điểm là dạng thù hình lục giác xếp chặt ở khoảng 40 °C được gọi là Si–VII (biến thể chuẩn là Si–I). Một dạng thù hình khác gọi là BC8 (hoặc bc8), có mạng tinh thể lập phương tâm khối với tám nguyên tử trên một ô đơn vị nguyên thủy, có thể được tạo ra ở áp suất cao mà vẫn ổn định trong môi trường áp suất thấp. Các tính chất của nó đã được nghiên cứu chi tiết.
Nhiệt độ sôi của silic là 3265 °C. Mặc dù đây là con số lớn, nhưng giá trị này vẫn thấp hơn nhiệt độ thăng hoa của nguyên tố đi trước carbon (3642 °C). Tương tự, nhiệt hóa hơi của silic thấp hơn so với carbon, phù hợp với thực tế là liên kết Si–Si yếu hơn liên kết C–C.
Cũng có thể xây dựng các lớp silicen từ silic tương tự graphen.

### Đồng vị
Silic trong tự nhiên là hỗn hợp của ba đồng vị ổn định là 28
Si (92,23%), 29
Si (4,67%), và 30
Si (3,10%). Trong số các đồng vị này, chỉ có 29
Si là được sử dụng trong cộng hưởng từ hạt nhân và cộng hưởng từ điện tử do chỉ duy nhất đồng vị này có spin hạt nhân (I =1/2). Cả ba đồng vị này được tạo ra từ siêu tân tinh loại Ia qua quá trình đốt cháy oxy, trong đó 28
Si được tạo thành một phần từ quá trình alpha và do đó là đồng vị phổ biến nhất. Quá trình 28Si hợp hạch với hạt alpha bằng sự sắp xếp lại do quang phân rã trong các ngôi sao được gọi là quá trình đốt cháy silic; đây là giai đoạn cuối cùng trong quá trình tổng hợp hạt nhân sao trước khi ngôi sao đó sụp đổ nhanh chóng và phát nổ dữ dội trong siêu tân tinh loại II.
22 đồng vị phóng xạ của silic đã được phân loại; hai đồng vị ổn định nhất trong số này là 32
Si với chu kỳ bán rã là khoảng 150 năm, và 31
Si với chu kỳ bán rã 2,62 tiếng. Các đồng vị phóng xạ còn lại có chu kỳ bán rã dưới 7 giây, và phần lớn trong số này có chu kỳ bán rã dưới một phần mười giây. Silic có một đồng phân hạt nhân đã biết, 34mSi, có chu kỳ bán rã dưới 210 nano giây. 32Si trải qua quá trình phân rã beta năng lượng thấp thành 32
P và sau đó là thành 32
S ổn định. 31
Si có thể được tạo từ quá trình kích hoạt neutron của silic tự nhiên và do đó có vai trò quan trọng trong phân tích định lượng; có thể dễ dàng phát hiện đồng vị này từ quá trình phân rã beta thành 31
P ổn định đặc trưng, trong đó năng lượng từ electron phát ra có thể lên đến 1,48 MeV.
Các đồng vị đã biết của silic có số khối từ 22 đến 46. Cơ chế phân rã phổ biến nhất của các đồng vị có số khối nhỏ hơn giá trị của ba đồng vị ổn định là phân rã β+, với sản phẩm phân rã chủ yếu là các đồng vị của nhôm (13 proton). Cơ chế phân rã phổ biến nhất của các đồng vị nặng không bền là phân rã beta, với sản phẩm phân rã chủ yếu là các đồng vị phosphor (15 proton).
Silic có thể thâm nhập đại dương thông qua dòng chảy từ nước ngầm và sông. Các dòng nước ngầm có lưu lượng lớn thường có thành phần đồng vị khác so với silic từ nguồn sông. Sự thay đổi đồng vị trong nước ngầm và dòng chảy sông góp phần tạo nên sự biến thiên trong giá trị đồng vị 30
Si trong đại dương. Hiện nay có sự khác biệt đáng kể trong giá trị đồng vị của vùng nước sâu giữa các bồn trũng đại dương trên thế giới. Biển Đại Tây Dương và Thái Bình Dương có độ chênh lệch đồng vị 30
Si trong nước sâu lớn hơn 0,3 phần nghìn.  30
Si thường được gắn liền với mức độ hoạt động trong đại dương.

## Tính chất hóa học
| X =  | C   | Si  | H   | F   | Cl  | Br  | I   | O–   | N<   |
| ---- | --- | --- | --- | --- | --- | --- | --- | ---- | ---- |
| C–X  | 368 | 360 | 435 | 453 | 351 | 293 | 216 | ~360 | ~305 |
| Si–X | 360 | 340 | 393 | 565 | 381 | 310 | 234 | 452  | 322  |

Silic tinh thể dạng khối khá trơ về mặt hóa học, nhưng hoạt tính sẽ gia tăng ở nhiệt độ cao. Tương tự nhôm, silic được bao phủ bởi lớp silic dioxide (SiO
2) mỏng và liên tục, giúp bảo vệ nguyên tố khỏi quá trình oxy hóa. Vì lý do này mà silic không phản ứng đáng kể với không khí ở nhiệt độ dưới 900 °C. Từ 950 °C đến 1160 °C, tốc độ hình thành lớp dioxide ánh thủy tinh nhanh chóng gia tăng, và ở nhiệt độ 1400 °C, nitơ trong không khí phản ứng với silic để cho ra các nitride SiN và Si
3N
4. Silic phản ứng với lưu huỳnh dạng khí ở nhiệt đố 600 °C và phosphor dạng khí ở 1000 °C. Tuy nhiên, lớp oxide này không thể ngăn silic phản ứng với các halogen; fluor phản ứng mãnh liệt với silic ở nhiệt độ thường, chlor phản ứng ở nhiệt độ 300 °C, còn brom với iod phản ứng ở nhiệt độ 500 °C. Silic không tác dụng với hầu hết acid chứa nước, nhưng lại bị oxi hóa trong acid hydrofluoric chứa chlor hoặc acid nitric để tạo phức là hexafluorosilicat. Silic dễ dàng hòa tan trong kiềm nóng chảy để tạo silicat. Silic cũng phản ứng với alkyl halide ở nhiệt độ cao; có thể dùng chất xúc tác là đồng cho các phản ứng này để trực tiếp tổng hợp các hợp chất cơ-silic chloride dùng làm tiền chất cho các polime silicon. Khi nóng chảy, silic có tính phản ứng rất cao; nó tạo hợp kim với hầu hết các kim loại để tạo thành silicide và khử hầu hết các oxide kim loại vì nhiệt hình thành của silic dioxide rất lớn. Trên thực tế, silic nóng chảy phản ứng với hầu hết mọi vật liệu nấu chảy đã biết (ngoại trừ oxide của chính nó, SiO
2)(tr13) Điều này là do lực liên kết mạnh của silic với các nguyên tố nhẹ và khả năng hòa tan tốt của silic với hầu hết các nguyên tố.(tr13) Vì lý do này mà các thùng chứa silic lỏng cần phải làm từ vật liệu chịu lửa trơ như zirconi dioxide hay các muối boride của nhóm 4, 5 và 6.
Các hợp chất silic thường có cấu trúc hình tứ diện tương tự các hợp chất carbon. Tuy nhiên, vì phân lớp 3p khuếch tán hơn phân lớp 2p và không lai hóa tốt với phân lớp 3s nên tính chất hóa học của silic và các đồng loại nặng hơn của nó có sự khác biệt đáng kể so với carbon, vì thế mà phối trí hình bát diện cũng rất quan trọng. Ví dụ, độ âm điện của silic (1,90) thấp hơn đáng kể so với carbon (2,55) vì các electron hóa trị của silic cách xa hạt nhân hơn so với các electron hóa trị của cacbon và do đó chịu lực hút tĩnh điện nhỏ hơn từ hạt nhân. Sự chồng chéo kém của các orbital 3p cũng dẫn đến xu hướng tự liên kết (hình thành liên kết Si–Si) của silic thấp hơn nhiều so với cacbon, do sự suy yếu đồng thời của liên kết Si–Si khi so với liên kết C–C: năng lượng trung bình của liên kết Si–Si là khoảng 226 kJ/mol, so với 356 kJ/mol của liên kết C–C. Việc này khiến các hợp chất silic nhiều liên kết thường kém bền hơn đáng kể so với các hợp chất carbon tương ứng, một ví dụ của quy tắc liên kết đôi. Mặt khác, sự xuất hiện của các nút xuyên tâm trong các orbital 3p của silic gợi ý khả năng có hóa trị cực đại, như thấy trong các dẫn xuất năm và sáu phối tử của silic như SiX và SiF. Cuối cùng, do khoảng cách năng lượng giữa các orbital hóa trị s và p tăng dần đối với các nguyên tố nặng hơn trong nhóm, trạng thái hóa trị II trở nên quan trọng hơn từ carbon đến chì, do đó một số hợp chất hóa trị II không bền được biết đến với silic; việc hạ thấp trạng thái oxy hóa chính kèm theo sự tăng bán kính nguyên tử dẫn đến sự gia tăng tính kim loại theo chiều dọc của nhóm. Silic đã thể hiện một số tính chất kim loại ban đầu, đặc biệt là trong tính chất của các hợp chất oxide silic và phản ứng của silic với acid và base (mặc dù điều này đòi hỏi một số nỗ lực), và do đó thường được gọi là á kim thay vì phi kim. Germani thể hiện nhiều hơn, và thiếc thường được coi là kim loại.
Silic thể hiện sự khác biệt rõ ràng so với cacbon. Ví dụ, hóa học hữu cơ có rất ít điểm tương đồng với hóa học silic, trong khi khoáng vật silicate có cấu trúc phức tạp chưa từng thấy trong các hợp chất oxocarbon. Silic có xu hướng giống germani hơn so với carbon, và sự giống nhau này được củng cố bởi sự co khối d, khiến kích thước của nguyên tử germani gần với kích thước của nguyên tử silic hơn so với dự đoán từ các xu hướng của bảng tuần hoàn. Tuy nhiên, vẫn còn một số khác biệt do tầm quan trọng ngày càng tăng của trạng thái hóa trị II trong germani so với silic. Ngoài ra, Ge–O có độ bền liên kết thấp hơn so với Si–O dẫn đến sự vắng mặt của các polyme "germanon" tương tự polyme silicon.

## Ứng dụng
Silic là nguyên tố rất có ích, là cực kỳ cần thiết trong nhiều ngành công nghiệp. Dioxide silic trong dạng cát và đất sét là thành phần quan trọng trong chế tạo bê tông và gạch cũng như trong sản xuất xi măng Portland. Silic là nguyên tố rất quan trọng cho thực vật và động vật. Silica dạng nhị nguyên tử phân lập từ nước để tạo ra lớp vỏ bảo vệ tế bào. Các ứng dụng khác có:
- Gốm/men sứ - Là vật liệu chịu lửa sử dụng trong sản xuất các vật liệu chịu lửa và các silicat của nó được sử dụng trong sản xuất men sứ và đồ gốm.
- Thép - Silic là thành phần quan trọng trong một số loại thép.
- Đồng thau - Phần lớn đồng thau được sản xuất có chứa hợp kim của đồng với silic.
- Thủy tinh - Silica từ cát là thành phần cơ bản của thủy tinh. Thủy tinh có thể sản xuất thành nhiều chủng loại đồ vật với những thuộc tính lý học khác nhau. Silica được sử dụng như vật liệu cơ bản trong sản xuất kính cửa sổ, đồ chứa (chai lọ), và sứ cách điện cũng như nhiều đồ vật có ích khác.
- Giấy nhám - Carbide silic là một trong những vật liệu mài mòn quan trọng nhất.
- Vật liệu bán dẫn - Silic siêu tinh khiết có thể trộn thêm asen, bo, gali hay phosphor để làm silic dẫn điện tốt hơn trong các transistor, pin mặt trời hay các thiết bị bán dẫn khác được sử dụng trong công nghiệp điện tử và các ứng dụng kỹ thuật cao (hi-tech) khác.
- Trong các photonic - Silic được sử dụng trong các laser để sản xuất ánh sáng đơn sắc có bước sóng 456 nm.
- Vật liệu y tế - Silicon là hợp chất dẻo chứa các liên kết silic-oxy và silic-cacbon; chúng được sử dụng trong các ứng dụng như nâng ngực nhân tạo và lăng kính tiếp giáp (kính úp tròng).
- LCD và pin mặt trời - Silic vô định hình có hứa hẹn trong các ứng dụng như điện tử chẳng hạn chế tạo màn hình tinh thể lỏng (LCD) với giá thành thấp và màn rộng. Nó cũng được sử dụng để chế tạo pin mặt trời.
- Xây dựng - Silica là thành phần quan trọng nhất trong gạch vì tính hoạt hóa thấp của nó. Ngoài ra nó còn là một thành phần của xi măng.

## Sự phổ biến

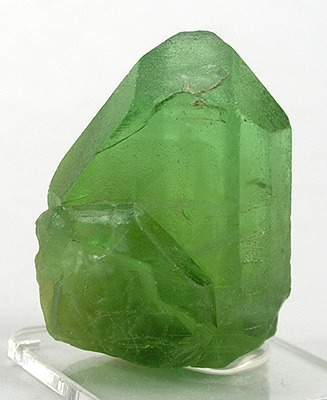
Olivin

Silic là nguyên tố phổ biến thứ tám trong vũ trụ chỉ sau hydro, heli, carbon, nitơ, oxy, sắt, và neon. Sự phổ biến này không được thấy rõ trên Trái Đất do sự phân tách đáng kể các nguyên tố trong quá trình hình thành Hệ Mặt Trời. Theo khối lượng, silic chiếm 27,2% vỏ trái đất và là nguyên tố phổ biến thứ hai chỉ sau oxy (chiếm 45,5%); silic trong tự nhiên uôn xluôn là hợp chất chứaoxy. Sự phân chia tiếp theo diễn ra trong quá trình hình thành Trái Đất thông qua sự phân hóa hành tinh: Lõi Trái Đất, chiếm 31,5% khối lượng Trái Đất, có thành phần xấp xỉ là Fe
25Ni
2Co
0.1S
3; lớp phủ chiếm 68,1% khối lượng Trái Đất và chủ yếu bao gồm các oxide và silicat đặc hơn như olivin, (Mg,Fe)
2SiO
4; trong khi các khoáng vật silic nhẹ hơn như aluminosilicat nổi lên bề mặt và tạo thành lớp vỏ, chiếm 0,4% khối lượng Trái Đất.
Quá trình kết tinh mắc ma thành đá phụ thuộc vào nhiều yếu tố; trong số đó là có thành phần hóa học của mắc ma, tốc độ làm nguội và một số tính chất của từng khoáng vật được hình thành như năng lượng mạng, nhiệt độ nóng chảy và độ phức tạp của cấu trúc tinh thể của chúng. Khi mắc ma nguội, olivine xuất hiện trước, theo sau là pyroxen, amphibol, mica biotit, orthoclas, mica muscovit, thạch anh, zeolit, và cuối cùng là khoáng vật thủy nhiệt. Chuỗi này cho thấy xu hướng tạo thành các đơn vị silicat ngày càng phức tạp hơn khi mắc ma nguội và có sự xuất hiện của các anion hydroxide và flouride ngoài các oxide. Nhiều kim loại có thể thay thế silic. Sau khi các loại đá mắc ma này trải qua quá trình phong hóa, vận chuyển và lắng đọng, các loại đá trầm tích như đất sét, đá phiến sét và đá sa thạch được hình thành. Quá trình biến chất cũng có thể xảy ra ở nhiệt độ và áp suất cao, từ đó tạo ra nhiều loại khoáng chất đa dạng hơn.
Có bốn nguồn tạo ra dòng silic vào đại dương: phong hóa hóa học đá lục địa, vận chuyển sông, hòa tan silicat lục địa, và phản ứng giữa bazan dưới biển và chất lỏng thủy nhiệt giải phóng silic hòa tan. Cả bốn dòng này đều có mối liên hệ với nhau trong chu trình sinh địa hóa của đại dương vì ban đầu chúng đều được hình thành từ quá trình phong hóa vỏ Trái Đất.
Có khoảng 300 đến 900 triệu tấn bụi gió được đưa vào đại dương hằng năm. Trong số này, 80 đến 240 triệu tấn là dưới dạng bụi silic. Tổng lượng hạt silic lắng đọng vào đại dương vẫn  hơn lượng silic tràn vào đại dương thông qua đường sông. Lượng silic sinh đá dạng hạt gió đầu vào Bắc Đại Tây Dương và Tây Bắc Thái Bình Dương là kết quả của bụi lắng đọng trên đại dương từ lần lượt sa mạc Sahara và sa mạc Gobi. Sông là con đường chính của nguồn silic tràn vào đại dương ở các vùng ven biển, trong khi sự lắng đọng silic ở đại dương chịu ảnh hưởng rất lớn bởi sự lắng đọng của bụi gió.

## Sản xuất
Silic nồng độ 96–99% tinh khiết được sản xuất bằng cách khử nhiệt cacbua quặng quartzit hoặc cát với than cốc có độ tinh khiết cao. Quá trình khử được thực hiện trong lò hồ quang điện, sử dụng dư thừa SiO để ngăn tích tụ silic carbide (SiC):
SiO
2 + 2 C → Si + 2 CO
2 SiC + SiO
2 → 3 Si + 2 CO

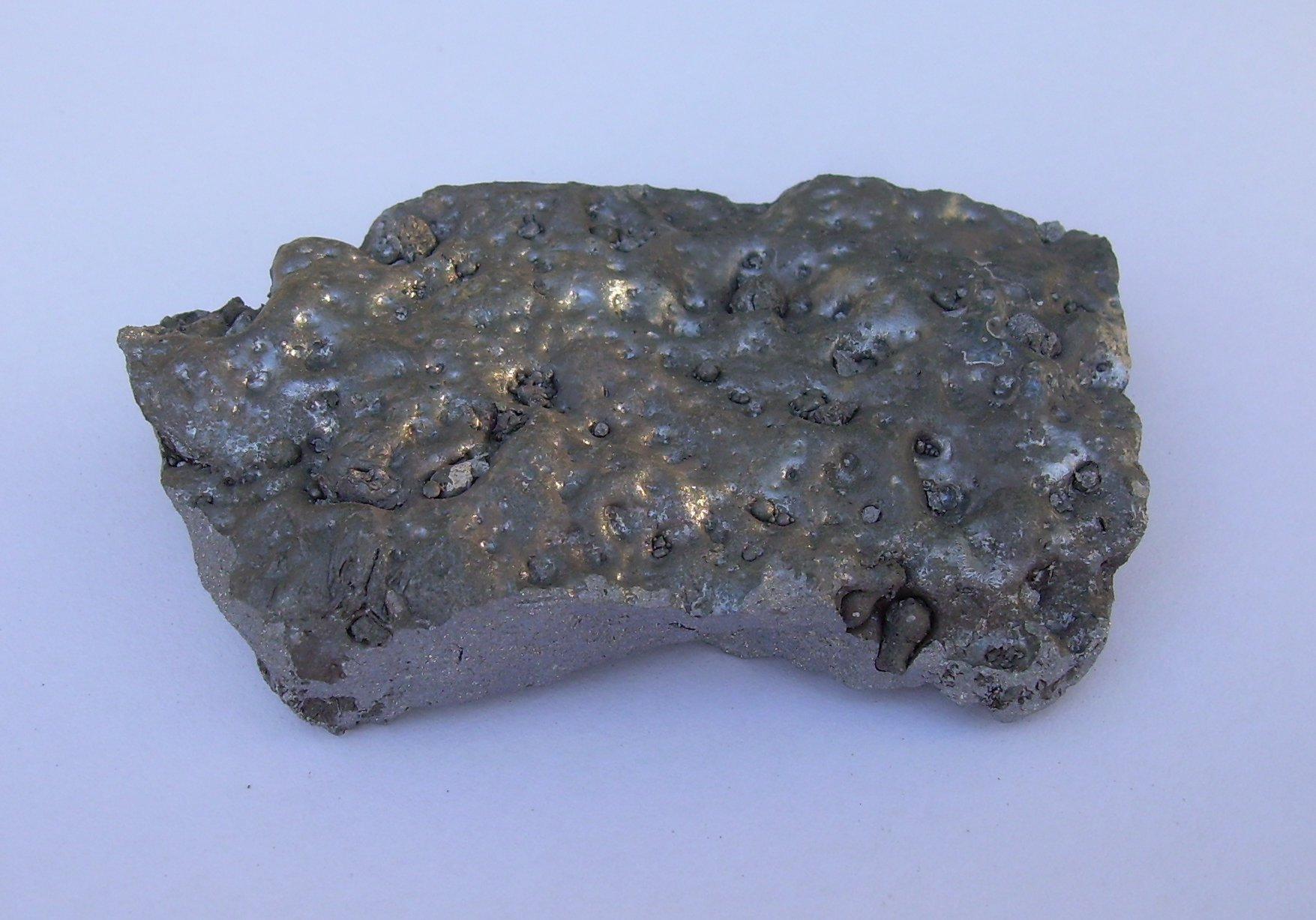
Hợp kim Ferrosilicon

Phản ứng này, được gọi là quá trình khử cacbon của silic dioxit, thường được thực hiện với sắt vụn có hàm lượng phosphor và lưu huỳnh thấp, tạo ra ferrosilicon. Ferrosilicon, một hợp kim sắt-silic trong đó tỷ lệ của silic nguyên tố và sắt có thể thay đổi, chiếm khoảng 80% sản lượng silic nguyên tố của thế giới, trong đó Trung Quốc, nhà cung cấp silic nguyên tố hàng đầu, cung cấp 4,6 triệu tấn silic (hoặc hai phần ba sản lượng toàn cầu), chủ yếu dưới dạng ferrosilic. Theo sau Trung Quốc là Nga (610.000 tấn), Na Uy (330.000 tấn), Brazil (240.000 tấn) và Hoa Kỳ (170.000 tấn). Ferrosilic được sử dụng chủ yếu trong ngành công nghiệp sắt và thép (xem bên dưới) với công dụng chính là phụ gia hợp kim trong sắt hoặc thép và để khử oxy hóa thép trong các nhà máy thép tích hợp.

## Làm tinh khiết
Việc sử dụng silic trong các thiết bị bán dẫn đòi hỏi phải có độ tinh khiết cao hơn so với sản xuất bằng phương pháp trên. Có một số phương pháp làm tinh khiết silic được sử dụng để sản xuất silic có độ tinh khiết cao.

### Phương pháp vật lý
Các kỹ thuật làm tinh khiết silic đầu tiên dựa trên cơ sở thực tế là nếu silic nóng chảy và sau đó đông đặc lại thì những phần cuối khi đông đặc bao giờ cũng chứa nhiều tạp chất. Các phương pháp sớm nhất để làm tinh khiết silic, lần đầu tiên được miêu tả năm 1919 và sử dụng trong một số hữu hạn nền tảng để sản xuất các thành phần của rađa trong Đại chiến thế giới lần thứ hai, bao gồm việc đập vỡ silic phẩm chất công nghiệp và hòa tan từng phần bột silic trong acid. Khi bị đập vỡ, silic bị làm vỡ để những khu vực có nhiều tạp chất yếu hơn sẽ nằm ra phía ngoài của các hạt silic được tạo ra, chúng sẽ bị acid hòa tan, để lại sản phẩm tinh khiết hơn.
Trong khu vực nung chảy, phương pháp đầu tiên làm tinh khiết silic được sử dụng rộng rãi trong công nghiệp, các thỏi silic phẩm cấp công nghiệp được nung nóng tại một đầu. Sau đó, nguồn nhiệt chuyển động rất chậm dọc theo chiều dài của thỏi, giữ cho chỉ một đoạn ngắn của thỏi nóng chảy và silic được làm nguội và tái đông đặc ở phía sau nó. Vì phần lớn các tạp chất có xu hướng nằm trong phần nóng chảy hơn là trong phần tái đông đặc, nên khi quá trình này kết thúc, phần lớn tạp chất của thỏi sẽ chuyển về đầu nóng chảy sau cùng. Đầu này sau đó bị cắt bỏ, và quy trình này được lặp lại nếu muốn có silic với phẩm cấp cao hơn.

### Phương pháp hóa học
Ngày nay, silic được làm sạch bằng cách chuyển nó thành các hợp chất silic để dễ dàng làm tinh khiết hơn là làm tinh khiết trực tiếp silic, và sau đó chuyển hợp chất của nó trở lại thành silic nguyên chất. Triclorosilan là hợp chất của silic được sử dụng rộng rãi nhất như chất trung gian, mặc dầu tetrachloride silic và silan cũng được sử dụng. Khi các khí này được thổi qua silic ở nhiệt độ cao, chúng phân hủy để tạo ra silic có độ tinh khiết cao.
Trong công nghệ Siemens, các thỏi silic có độ tinh khiết cao được đưa vào triclorosilan ở nhiệt độ 1150 °C. Khí triclorosilan phân hủy và lắng đọng silic bổ sung trên thỏi, làm to nó theo phản ứng sau:
2HSiCl3 → Si + 2HCl + SiCl4
Silic sản xuất từ phương pháp này và các công nghệ tương tự gọi là silic đa tinh thể. Silic đa tinh thể thông thường có tạp chất ở mức một phần tỷ hoặc thấp hơn.
Cùng thời gian đó, DuPont đã sản xuất silic siêu sạch bằng cách cho tetrachloride silic phản ứng với hơi kẽm nguyên chất ở nhiệt độ 950 °C, theo phản ứng:
SiCl4 + 2Zn → Si + 2ZnCl2
Tuy nhiên, kỹ thuật này đã vấp phải những vấn đề thực tế (chẳng hạn như sản phẩm phụ chloride kẽm đông đặc lại và dính vào sản phẩm) và cuối cùng nó đã bị bỏ đi để sử dụng chỉ mỗi công nghệ Siemens.

## Tinh thể hóa
Công nghệ Czochralski thông thường được sử dụng để sản xuất các tinh thể silic đơn có độ tinh khiết cao để sử dụng trong các thiết bị bán dẫn bằng silic ở trạng thái rắn.

## Cảnh báo
Các bệnh nghiêm trọng về phổi được biết đến như bệnh nhiễm silic (silicosis) thường gặp ở những người thợ mỏ, cắt đá và những người phải làm việc trong môi trường nhiều bụi silic.